# 貝拉烏尼翁區
貝拉烏尼翁區（西班牙語：Distrito de Bella Unión），是秘魯的一個區，位於該國南部阿雷基帕大區的卡拉韋利省，始建於1955年11月24日，面積1,588.41平方公里，海拔高度225米，2005年人口2,717，人口密度每平方公里1.7人。